# 施瓦尔察塔勒地区维帕辛
施瓦尔察塔勒地区维帕辛是奥地利下奥地利州诺因基兴县的一个市镇。总面积2.07平方公里，总人口1877人，人口密度906.8人/平方公里（2005年）。